# 久保虎二郎
久保 虎二郎（くぼ とらじろう、1920年7月4日 - 2011年8月29日）は、日本の実業家、日動火災保険(現・東京海上日動火災保険)元代表取締役社長、元名誉相談役、学校法人立教学院元理事長。

## 人物・経歴
1920年生まれ、東京都出身。1943年、立教大学商学部（現・経営学部）卒業。
日動火災保険株式会社（現・東京海上日動火災）常務取締役などを歴任したのち、代表取締役社長を務めた。社長退任後は、名誉相談役に就任。
1991年7月から1995年6月まで学校法人立教学院理事長を務めた。1981年6月から1983年6月まで立教経済人クラブの初代会長も務めた。
1980年に藍綬褒章、1990年に勲三等瑞宝章を受章。2011年8月29日、肺癌のため死去。